# Реза Яздані
Реза Мохаммед Алі Яздані (нар. 25 серпня 1984, Тегеран; перс. رضا یزدانی) — іранський борець вільного стилю, дворазовий переможець та призер чемпіонатів світу, дворазовий чемпіон Азії, триразовий переможець Азійських ігор, переможець та шестиразовий призер Кубків світу, учасник трьох олімпійських ігор.

## Біографія
Боротьбою почав займатися з 1995 року.

## Спортивні результати на міжнародних змаганнях

### Виступи на Олімпіадах
| Змагання                    | Збірна | Вагова категорія          | Місце |
| --------------------------- | ------ | ------------------------- | ----- |
| Літні Олімпійські ігри 2008 | Іран   | вільна боротьба, до 84 кг | 11    |
| Літні Олімпійські ігри 2012 | Іран   | вільна боротьба, до 96 кг | 5     |
| Літні Олімпійські ігри 2016 | Іран   | вільна боротьба, до 97 кг | 7     |

### Виступи на Чемпіонатах світу
| Змагання                        | Збірна | Вагова категорія          | Місце  |
| ------------------------------- | ------ | ------------------------- | ------ |
| Чемпіонат світу з боротьби 2006 | Іран   | вільна боротьба, до 84 кг | Бронза |
| Чемпіонат світу з боротьби 2007 | Іран   | вільна боротьба, до 84 кг | Бронза |
| Чемпіонат світу з боротьби 2011 | Іран   | вільна боротьба, до 96 кг | Золото |
| Чемпіонат світу з боротьби 2013 | Іран   | вільна боротьба, до 96 кг | Золото |
| Чемпіонат світу з боротьби 2014 | Іран   | вільна боротьба, до 97 кг | 8      |

### Виступи на Чемпіонатах Азії
| Змагання                       | Збірна | Вагова категорія          | Місце  |
| ------------------------------ | ------ | ------------------------- | ------ |
| Чемпіонат Азії з боротьби 2010 | Іран   | вільна боротьба, до 96 кг | Золото |
| Чемпіонат Азії з боротьби 2016 | Іран   | вільна боротьба, до 97 кг | Золото |

### Виступи на Азійських іграх
| Змагання           | Збірна | Вагова категорія          | Місце  |
| ------------------ | ------ | ------------------------- | ------ |
| Азійські ігри 2006 | Іран   | вільна боротьба, до 84 кг | Золото |
| Азійські ігри 2010 | Іран   | вільна боротьба, до 96 кг | Золото |
| Азійські ігри 2014 | Іран   | вільна боротьба, до 97 кг | Золото |

### Виступи на Кубках світу
| Змагання                    | Збірна | Вагова категорія          | Місце  |
| --------------------------- | ------ | ------------------------- | ------ |
| Кубок світу з боротьби 2006 | Іран   | вільна боротьба, до 84 кг | Бронза |
| Кубок світу з боротьби 2007 | Іран   | вільна боротьба, до 84 кг | Бронза |
| Кубок світу з боротьби 2009 | Іран   | вільна боротьба, до 84 кг | Срібло |
| Кубок світу з боротьби 2010 | Іран   | вільна боротьба, до 96 кг | Срібло |
| Кубок світу з боротьби 2011 | Іран   | вільна боротьба, до 96 кг | 6      |
| Кубок світу з боротьби 2012 | Іран   | вільна боротьба, до 96 кг | Бронза |
| Кубок світу з боротьби 2014 | Іран   | вільна боротьба, до 97 кг | Золото |
| Кубок світу з боротьби 2015 | Іран   | вільна боротьба, до 97 кг | Золото |

### Виступи на інших змаганнях
| Змагання                                | Збірна | Вагова категорія          | Місце  |
| --------------------------------------- | ------ | ------------------------- | ------ |
| Золотий Гран-прі з боротьби 2006        | Іран   | вільна боротьба, до 84 кг | Золото |
| Золотий Гран-прі з боротьби 2008        | Іран   | вільна боротьба, до 84 кг | Золото |
| Кубок Тахті 2010                        | Іран   | вільна боротьба, до 96 кг | Золото |
| Гран-прі Іспанії з боротьби 2012        | Іран   | вільна боротьба, до 96 кг | Золото |
| Клубний чемпіонат світу з боротьби 2015 | Іран   | команда                   | Золото |
| Кубок Тахті 2016                        | Іран   | вільна боротьба, до 97 кг | Золото |